# Peko Dapčević
Petar Dapčević, detto Peko (Cetinje, 25 giugno 1913 – Belgrado, 10 febbraio 1999), è stato un partigiano e generale jugoslavo.
Militante comunista e veterano della Guerra civile spagnola, prese parte fin dall'inizio alla Resistenza partigiana jugoslava contro le potenze occupanti dell'Asse, dimostrandosi tra i più abili e tenaci comandanti dell'Esercito di Liberazione. In particolare svolse un ruolo decisivo nell'insurrezione del Montenegro, nella drammatica battaglia della Neretva e nella vittoriosa offensiva in Serbia del 1944 culminata con la liberazione da parte delle sue truppe della capitale Belgrado.

## Biografia
Nacque nel 1913 in un villaggio montenegrino vicino all'allora capitale Cetinje in una famiglia agiata e si laureò in giurisprudenza. Nel 1933 si iscrisse al Partito Comunista. Partecipò alla Guerra di Spagna fino al 1939, raggiungendo i gradi di capitano. Rientrato nel Montenegro, visse per due anni in clandestinità per poi porsi alla guida del distaccamento di guerriglieri del Lovćen.

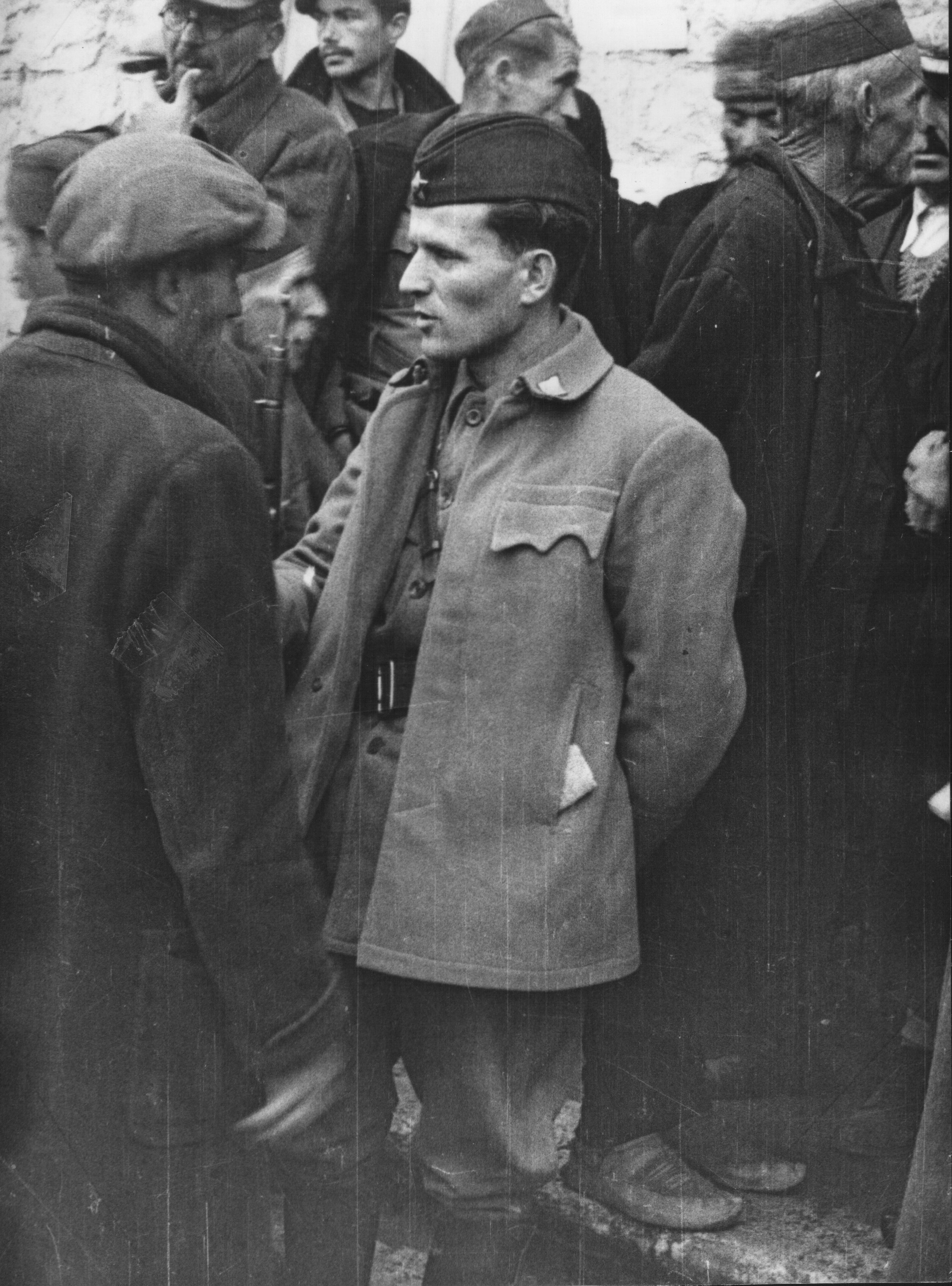
Dapčević insieme ai suoi partigiani.

In breve, divenne comandante del quartier generale dell'EPL nel Montenegro e successivamente della 2ª Divisione proletaria, partecipando alla battaglia della Neretva e alla battaglia della Sutjeska, e poi del II Korpus (settembre 1943), nel quale fu inquadrata anche la Divisione Garibaldi dell'Esercito Italiano.
A luglio 1944 venne trasferito al comando del I Korpus e diresse le operazioni in Serbia che culminarono in ottobre con la vittoriosa offensiva di Belgrado; i partigiani di Dapčević sconfissero i tedeschi e, in collaborazione con le unità corazzate dell'Armata Rossa, liberarono la capitale entro il 20 ottobre 1944. Dopo la brillante vittoria, Dapčević ricevette il comando della 1ª Armata jugoslava con la quale combatté sul difficile fronte dello Srem per tutto l'inverno 1944-45.
Dopo la guerra Dapčević è stato Capo di Stato Maggiore dell'Esercito e poi ambasciatore in Grecia.